# Ledové podnebí

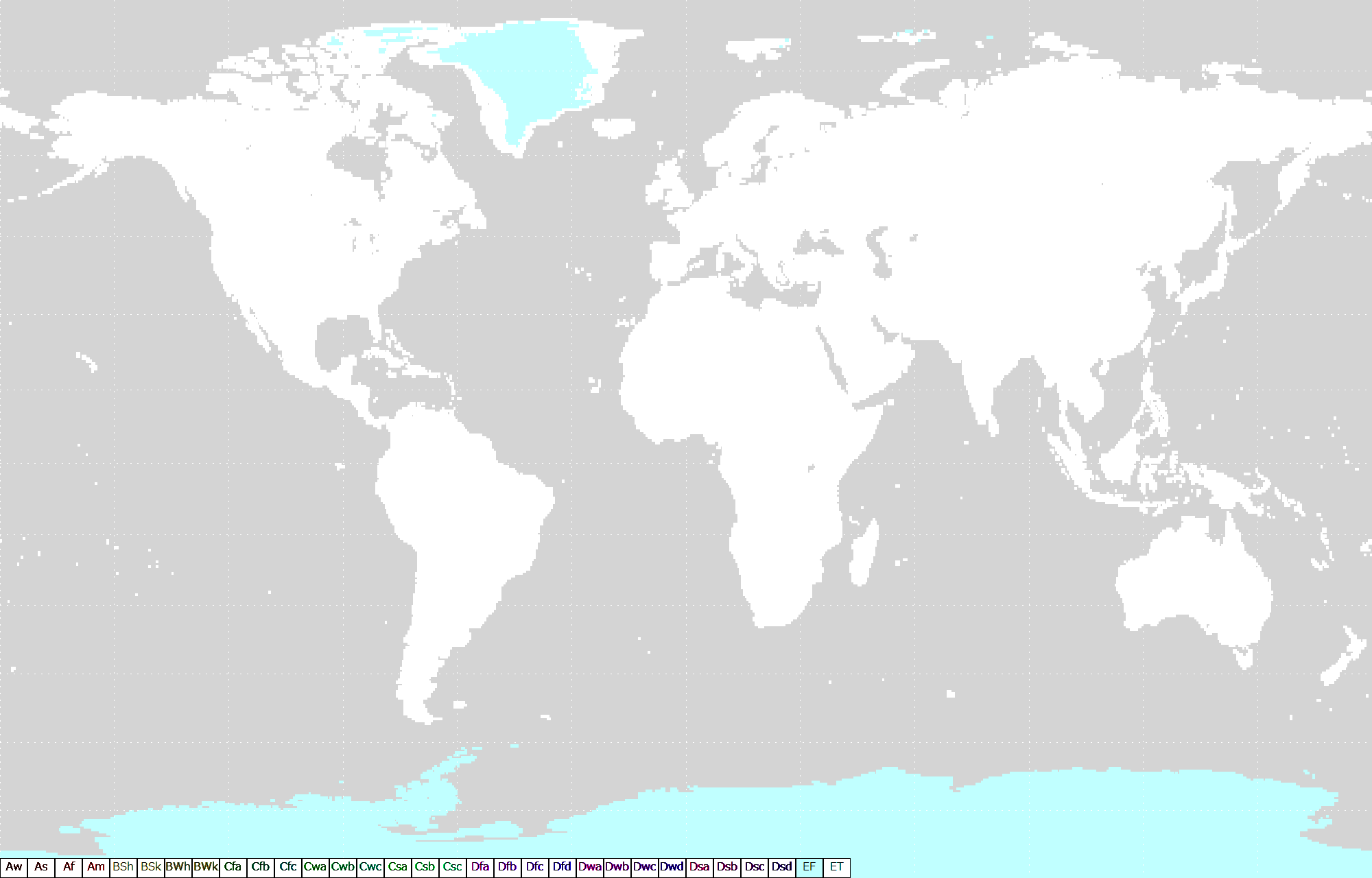

Ledové podnebí (zkratka EF) je podle Köppenovy klasifikace podnebí tam, kde průměrná měsíční teplota nejteplejšího měsíce nepřekročí 0 °C. Přestože je průměrná teplota celoročně pod bodem mrazu, tak v letních měsících mohou teploty překračovat 0 °C nebo dokonce 5 °C a k 10 °C se dostávají naprosto výjimečně. Velmi krátkodobě může nastat i obleva, ale na většině míst v tomto klimatu je trvalý sněhový a ledový pokryv a často i ledovce, protože sníh na mnohých místech nikdy netaje. Nejnižší zimní teploty obvykle klesají pod -20 °C i v těch nejmírnějších oblastech, kde může někdy dojít i k oblevě. V hlubokém vnitrozemí mohou ale klesat i pod -50 °C a v létě nemusejí nikdy překračovat 0 °C nebo ani -10 °C. Podnebí je celkově velmi suché, často i pod 250 mm ročně. Život je v těchto oblastech vzácný a extrémně vzácně se tu mohou objevit mechy nebo lišejníky, kterým klima dovolí maximálně 1 - 3 týdny dlouhou vegetační dobu v roce. Vyskytuje se hlavně v Antarktidě, Grónsku, v okolí severního pólu a na velmi vysokých horách.

## Galerie

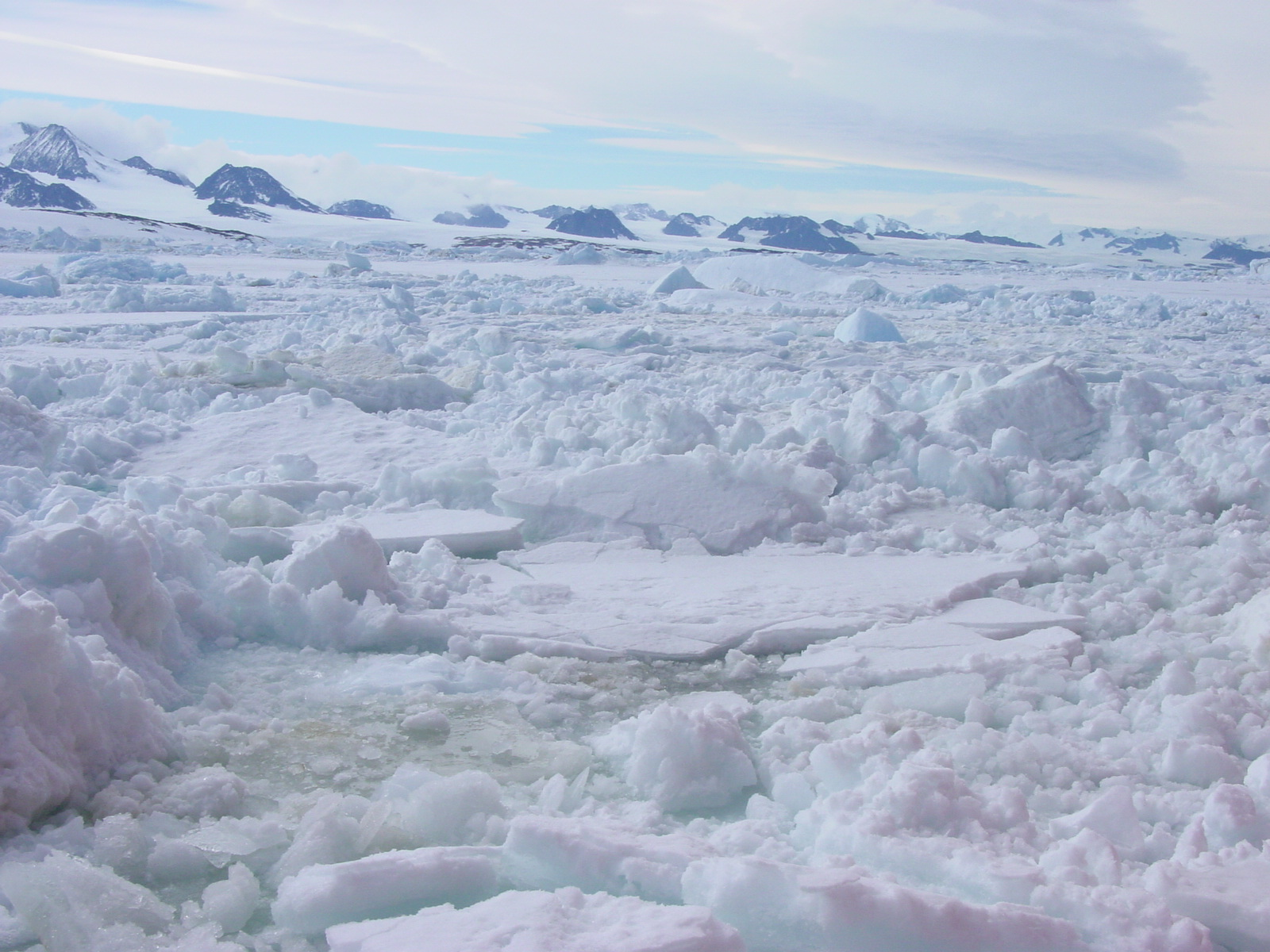
Pustá krajina v Antarktidě.
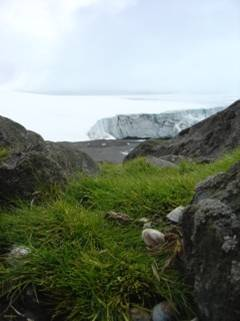
V místech, kde teploty překračují 0 °C, mají rostliny vegetační dobu kratší než měsíc.
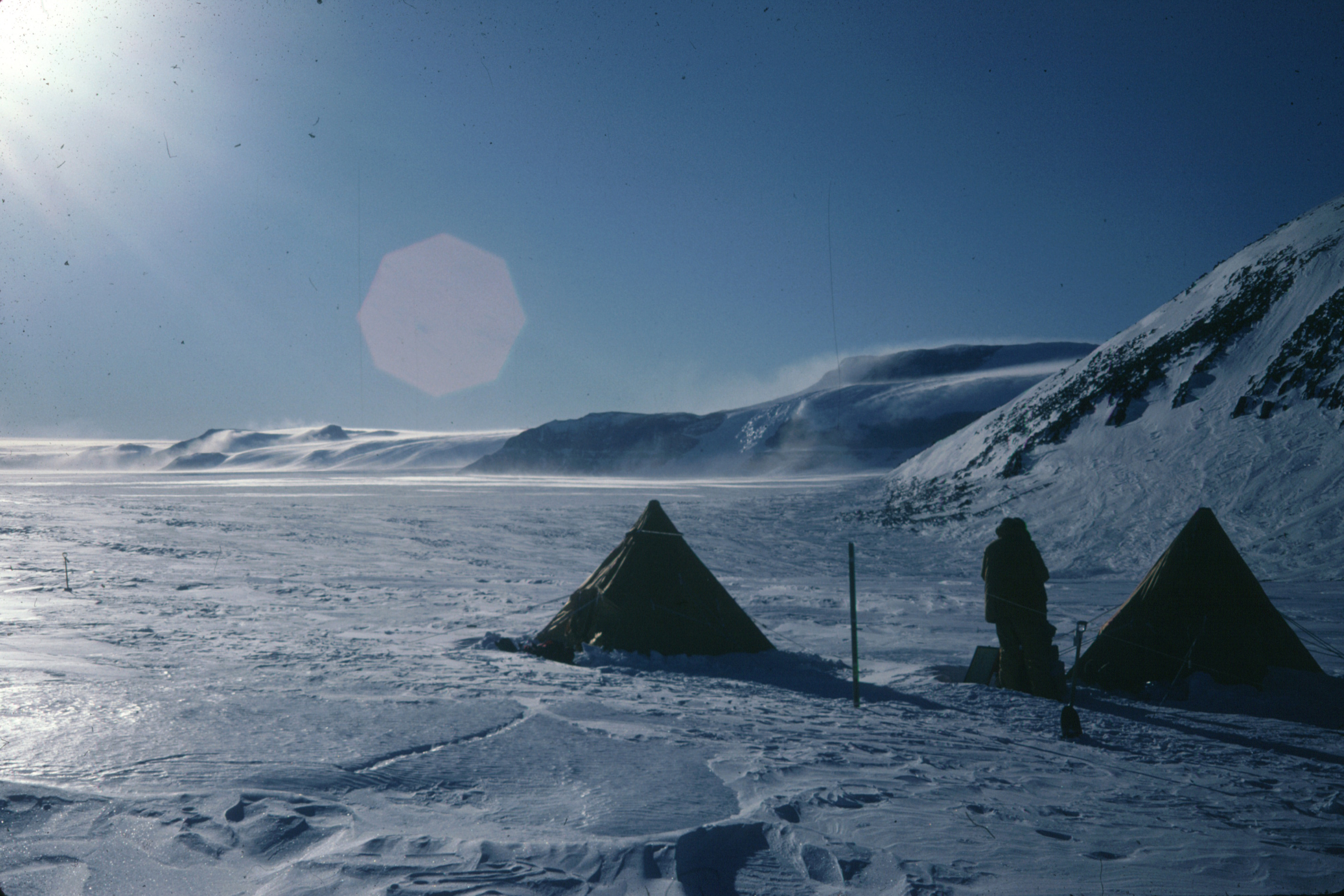
Typická ledová poušť.